# Walter Scherf
Walter Scherf (* 11. Juni 1920 in Mainz; † 25. Oktober 2010 in München; Pseudonym: tejo) war ein deutscher Schriftsteller, Komponist, Kinder- und Jugendliteratur- sowie Märchenforscher.

## Leben
Scherf wuchs in Mainz und Wuppertal als Sohn eines Schlossers auf. In Wuppertal wurde er Mitglied einer DPSG-Gruppe. Zwischen 1946 und 1949 studierte Scherf Physik, Mineralogie und Musikwissenschaft an der Universität Göttingen. Zur selben Zeit gründete und leitete er Jungenschaftsgruppen und gab jugendbewegte Zeitschriften heraus. Während dieser Zeit lebte er in der Türmerwohnung des Göttinger Johanniskirchturms. 1949 wurde er Bundesführer der Deutschen Jungenschaft. Sein Fahrtenname war tejo. In dieser Zeit schrieb er auch Das große Lagerbuch, das in bündischen Gruppen ein Klassiker ist.
Ohne Studienabschluss verließ er 1949 Göttingen und arbeitete fortan in Opladen als Setzer, Zeitschriften-Redakteur, Lektor sowie als Verlagsleiter. Von 1957 bis 1982 war er Direktor der Internationalen Jugendbibliothek (IJB) in München und vernetzte diese Institution international. Dabei legte er – in Zeiten des „Kalten Krieges“ – besonderen Wert auf die Einbeziehung der Ostblockstaaten in den Austausch über Kinderliteratur und Kinderbuchillustrationen. Noch kurz vor seiner Pensionierung leitete er die Übersiedlung der IJB in das Obermenzinger Schloss Blutenburg ein.
Neben seinen wissenschaftlichen Veröffentlichungen und herausgeberischen Tätigkeiten war er als Übersetzer aktiv. Seine bekannteste Übersetzung ist Der kleine Hobbit von J. R. R. Tolkien, die 1957 erschien. Diese wurde ihm kurz nach dem Zweiten Weltkrieg vom deutschen Maler Horus Engels auf einer Jungenschaftsfahrt nahegelegt. 1965 legte Scherf eine eigene Übersetzung der Märchen von Charles Perrault vor; im selben Jahr erschien eine von ihm kommentierte vollständige Ausgabe der Märchen von Ludwig Bechstein.

Von 1957 bis 1963 verantwortete Scherf die Zeitschrift Jugendliteratur und von 1967 bis 1968 die Zeitschrift für Jugendliteratur. Weiterhin schrieb er viele bekannte Fahrtenlieder der heutigen Bündischen Jugend, zum Beispiel Die Regenfrau, Hier wächst kein Ahorn, Summt der Regen und Kiefern im Wind; einige davon gelten als moderne Volkslieder. Sein Buch Schwedenfahrt wirkte prägend für die Großfahrten der bündischen Gruppen der Nachkriegsjugendbewegung.

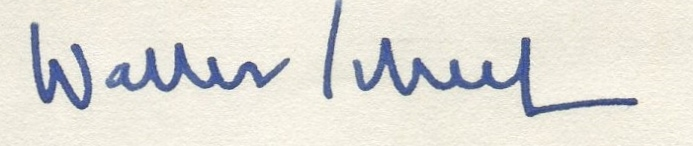
Signatur Walter Scherf

Nach seiner Pensionierung im Jahre 1982 widmete er sich überwiegend der Märchenforschung; schon im selben Jahr legte er das Lexikon der Zaubermärchen vor. Er setzte sein in den 1960er Jahren begonnenes Studium der Pädagogik, Psychologie und Volkskunde an der Ludwig-Maximilians-Universität München fort. Er promovierte 1986 – im Alter von 66 Jahren – mit der Dissertation Die Herausforderung des Dämons: Form und Funktion grausiger Märchen. Danach war er bis 2001 Lehrbeauftragter für Volks-Erzählforschung in Innsbruck und München. Sein Hauptwerk als Märchenforscher ist das zweibändige Märchenlexikon aus dem Jahre 1995.

## Preise und Auszeichnungen
- 1976 Großer Preis der Deutschen Akademie für Kinder- und Jugendliteratur e. V. Volkach
- 1994 Europäischer Märchenpreis der Märchen-Stiftung Walter Kahn
- 1996 Premio Internaziolale Rolando Anzilotti der Fondazione Nazionale „Carlo Collodi“ für „Das Märchenlexikon“[5]

## Schriften

### Kinder- und Jugendbücher; Jugendbewegung
- Großfahrt. Junge Welt, Opladen 1949.
- Die Heimrunde. Junge Welt, Opladen 1949.
- In Tipi, Zelt und Kohte. Junge Welt, Opladen 1949.
- Die Heimrunde. Junge Welt, Opladen 1950.
- mit Heinz Schwarz: Weiße Straßen. Lieder der Großfahrt. Liederbuch. Junge Welt, Opladen 1950.
- Lautlos wandert der Große Bär. Von den weißen Flecken auf der Landkarte. Verlag Haus Altenberg, Düsseldorf 1952.
- Der Musterknabe. Anstandsbuch für Jungen. Paulus Verlag, Recklinghausen 1954.
- Flossenschwimmer vom rostigen Rittersee. Westermann, Braunschweig 1954.
- Das große Lagerbuch. Paulus Verlag, Recklinghausen 1954.
- Schweden. Fahrtenführer durch Europa. Juventa, München 1955.
- Schwedenfahrt. Paulus Verlag. Recklinghausen 1955.
- Sibylle, Sabine und ein Roller namens Muck. Eine Fachsimpelei und eine Liebeserklärung, ein Motoreneinmaleins und eine Fahrtenplauderei. Rheinpreußen GmbH, Homberg/Ndrh. 1955.
- Zeltpostille. Geschichten und Lieder. Paulus Verlag, Recklinghausen 1956.
- De smokkelaars van het Riddermeer. Helmond (NL) 1961.
- mit Ali Mitgutsch: Muschelhorn und Kiefernwurzel. Münchener Bilderbuch Verlag, München 1962.
- Flüchtig wie Rauch. Südmarkverlag Fritsch, Heidenheim 1978, ISBN 3-88258-042-9.
- als Hrsg.: Zaubermärchen. Loewes-Verlag, Bayreuth 1979, ISBN 3-7855-1810-2.
- als Hrsg.: Der Wunderbaum. Zaubermärchen. Loewes-Verlag, Bayreuth 1980, ISBN 3-7855-1840-4.
- als Hrsg.: Räuber- und Landsknechtslieder. Fischer Taschenbuch Verlag, Frankfurt am Main 1981, ISBN 3-596-22963-4.
- Nach Falado. Märchen und Geschichten. Südmarkverlag Fritsch, Heidenheim 1987, ISBN 3-88258-096-8.
- Jenseits der großen Straßen. Texte und Lieder. (Ausgew. u. hrsg. von Erich Meier.) Südmarkverlag Fritsch, Heidenheim 1983, ISBN 3-88258-077-1.
- Unser Schiff. Auswahl von Erich Meier. Die Kohtenpostille. Nr. 8. Südmarkverlag Fritsch, Heidenheim 1983, ISBN 3-88258-076-3.
- Die Märchenjurte. Hrsg. von Gerd Blumenhein für Tejo zum 75. Geburtstag. Verlag der Jugendbewegung Südmarkverlag, Witzenhausen 1995, ISBN 3-88258-127-1.
- Dreiunddreißig war ich dreizehn. Begonnen am Sonntag, den 8. April 1979 in Feldthurns, Südtirol. Achims Verlag, Edermünde 2001, ISBN 3-932435-10-9.
- Die Märchenjurte – tejo erzählt. CD. Hörbuch. Verlag der Jugendbewegung, Stuttgart 2002.
- tejos Lieder, Liederbuch, hg. von Helmut König und Paul Rode, Verlag der Jugendbewegung, Berlin 2010.

### Übersetzungen
- J. R. R. Tolkien: Kleiner Hobbit und der große Zauberer. A. d. Engl. Paulus-Verlag, Recklinghausen 1957.
- Elizabeth Foreman Lewis: Schanghai 41. Die Abenteuer der ungleichen Brüder. A. d. Amerikan. Herder, Freiburg 1959.
- Olle Mattson: Die Brigg Drei Lilien. A. d. Schwed. Herder, Freiburg 1961.
- Charles Perrault: Märchen aus vergangener Zeit. A. d. Franz. Arena, Würzburg 1965.
- Jonathan Swift: Gullivers Reisen. A. d. Engl. Loewes, Bayreuth 1970, ISBN 3-7855-1612-6.
- Robert Louis Stevenson: Die Schatzinsel. A. d. Engl. Loewe, Bayreuth 1971, ISBN 3-7855-1619-3.
- James Fenimore Cooper: Der Wildtöter. (A. d. Engl.) Loewes, Bayreuth 1980, ISBN 3-7855-1836-6.
- Mark Twain: Die Abenteuer des Tom Sawyer. A. d. Engl. Loewes, Bayreuth 1988, ISBN 3-7855-2174-X.
- Mark Twain: Der Prinz und der Bettelknabe. A. d. Engl. Insel-Taschenbuch, Frankfurt am Main 1985, ISBN 3-458-32535-2.

### Sachbücher zur Märchenforschung und Jugendliteratur
- Kindermärchen in dieser Zeit? Die psychologischen Seiten der Volksmärchen und ihr erzieherischer Wert. Don Bosco Verlag, München 1961.
- Politische Bildung durch das Jugendbuch? Bestandsaufnahme zu einem aktuellen Thema. List, München 1963.
- Beiträge zur Arbeit mit dem Kinder- und Jugendbuch. Verlag des Borromäusvereins, Bonn 1963.
- Preisgekrönte Kinderbücher. Ein Katalog der Internationalen Jugendbibliothek über 67 Preise. Children’s prize books. Internationale Jugendbibliothek, Pullach 1969.
- Moderne Kinderbuch-Illustration aus 29 Ländern. Stadtbücherei Stuttgart, 1967.
- als Hrsg.: Die Besten der Besten. Bilder-, Kinder- und Jugendbücher aus 57 Ländern oder Sprachen. Internationale Jugendbibliothek, Pullach 1971, ISBN 3-7940-3397-3.
- Volksbuch und Jugendliteratur oder welche Volksbücher spielen im 19. Jahrhundert und auch heutzutage noch eine Rolle als Jugendlektüre in deutscher Sprache? Internationale Jugendbibliothek, München 1976.
- Strukturanalyse der Kinder- und Jugendliteratur. Bauelemente und ihre psychologische Funktion. Klinkhardt, Bad Heilbrunn 1978.
- Bedeutung und Funktion des Märchens. Internationale Jugendbibliothek, München 1982, ISBN 3-7815-0357-7.
- Lexikon der Zaubermärchen. Kröner, Stuttgart 1982, ISBN 3-520-47201-5.
- Räuber und Landsknechte im Spiegel ihrer Lieder. Internationale Jugendbibliothek, München 1982.
- Die Herausforderung des Dämons. Form und Funktion grausiger Kindermärchen. Eine volkskundliche und tiefenpsychologische Darstellung der Struktur, Motivik und Rezeption von 27 untereinander verwandten Erzähltypen. Saur, München 1987, ISBN 3-598-10664-5.
- Das Märchenlexikon. 2 Bände. Beck, München 1995, ISBN 3-406-39911-8.